# Chambon-des-Neiges
Pour les articles homonymes, voir Chambon.
Chambon-des-Neiges est une ancienne station de sports d'hiver du Massif central sur le domaine du Sancy. Elle était gérée par un syndicat intercommunal regroupant Chambon-sur-Lac, Murol et Saint-Nectaire et a fermé en 2002. Les derniers vestiges des remontées mécaniques (pylônes, câbles, plots de béton) ont finalement disparu du paysage en 2008.
Aujourd'hui, seuls les bâtiments de l'ancienne station sont encore visibles et ont été rénovés dans le cadre d'un projet immobilier dénommé Les Portes du Sancy. Ce projet, qui s'appuie sur les équipements existants (voirie, réseaux, etc.), a vu le jour en 2009. Il vise, par un partenariat public-privé, à donner une nouvelle vocation à la station, autour d'un tourisme tourné vers la nature et pratiqué en toutes saisons. Une copropriété voit le jour à proximité d'un complexe hôtelier. À l'été 2014, le Sancy Resort, résidence de tourisme 3 étoiles située à proximité de la vallée de Chaudefour, ouvre ses portes.